# Красноярское сельское поселение (Омский район)
Красноярское се́льское поселе́ние — муниципальное образование в Омском районе Омской области Российской Федерации.
Административный центр — село Красноярка.

## История
Статус и границы сельского поселения установлены Законом Омской области от 30 июля 2004 года № 548-ОЗ «О границах и статусе муниципальных образований Омской области»

## Население
| 2006  | 2010  | 2011  | 2012  | 2013  | 2014  | 2015  |
| ----- | ----- | ----- | ----- | ----- | ----- | ----- |
| 6690  | ↘5349 | ↗5360 | ↘5358 | ↘5354 | ↘5321 | ↗5335 |
| 2016  | 2017  | 2018  | 2019  | 2020  | 2021  | 2023  |
| ↘5296 | ↘5141 | ↘5084 | ↘4993 | ↘4932 | ↘4799 | ↘4688 |

## Состав сельского поселения
| № | Населённый пункт | Тип населённого пункта       | Население |
| - | ---------------- | ---------------------------- | --------- |
| 1 | Красноярка       | село, административный центр | ↘4431     |
| 2 | Нижняя Ильинка   | деревня                      | ↘368      |

## Палеогенетика
У образца BIY011.A0101 (Mountain Bitiya, № 228/27, 400—200 лет до н. э., покрытие 0,0495) из урочища Горная Бития на реке Ишим, расположенного в 8 км к юго-западу от деревни Нижняя Ильинка, определили Y-хромосомную гаплогруппу R1b-M269 и митохондриальную гаплогруппу U4a1. У образца BIY005.A0101 (Mountain Bitiya, № 228/20, III—II века до н. э., саргатский горизонт) определили Y-хромосомную гаплогруппу F(F-P14,F-M89) и митохондриальную гаплогруппу D4j. У остальных саргатских образцов определили Y-хромосомные гаплогруппы Q1a(Q-M1155,Q-L472), Q1a2a(Q-L475,Q-L53), N1c1(N-L395,N-M46), N1c1a1a(N-L392), N1c1a1a2(N-CTS10082,N-Z1936), G(G-M3509.1,G-M201), NO(NO-F549,NO-M2313), CT(CT-M5603,CT-M168) и митохондриальные гаплогруппы H7e, R1b1, G2a1, U4b1b1, U4d2, U5a1a2a, N1a1a1a1a, H2a1.